# Gynacantha stylata
Gynacantha stylata – gatunek ważki z rodziny żagnicowatych (Aeshnidae).